# 沃利齊亞 (赫梅利尼茨基區)
49°24′48″N 26°48′38″E / 49.41333°N 26.81056°E
沃利察（烏克蘭語：Волиця）是位於烏克蘭西部的村莊，由赫梅利尼茨基州裡赫梅利尼茨基區的赫梅利尼茨基市鎮負責管轄。該村始建於1610年，面積7.71平方公里，海拔高度317米，2001年人口464，人口密度每平方公里60.2人。